# Horaella brehmi
Horaella brehmi is een raderdiertjessoort uit de familie Trochosphaeridae. De wetenschappelijke naam van deze soort is voor het eerst geldig gepubliceerd in 1949 door Donner.